# کریستوفر پولاها
کریستوفر پولاها (انگلیسی: Kristoffer Polaha؛ زادهٔ ۱۸ فوریهٔ ۱۹۷۷) هنرپیشه اهل ایالات متحده آمریکا است. وی از سال ۲۰۰۱ میلادی تاکنون مشغول فعالیت بوده‌است.

## فیلم‌شناسی

### فیلم
| سال  | عنوان                  | نقش          | یادداشت                                          |
| ---- | ---------------------- | ------------ | ------------------------------------------------ |
| ۲۰۱۳ | گره شیطان              | وال پرایس    |                                                  |
| ۲۰۱۴ | جایی که امید رشد می‌کند | کالوین کمپبل |                                                  |
| ۲۰۱۹ | یک اثر هنری            | اوون         | فیلم کوتاه؛ همچنین کارگردان، نویسنده و تهیه‌کننده |
| ۲۰۲۰ | زن شگفت‌انگیز ۱۹۸۴      | مرد جذاب     |                                                  |
| ۲۰۲۲ | دنیای ژوراسیک: قلمرو   | وایت هانتلی  |                                                  |
| ۲۰۲۳ | شیفت                   | کوین گارنر   |                                                  |
| ۲۰۲۴ | نامه کریسمس            | باری         |                                                  |

### تلویزیون
| سال       | عنوان                      | نقش          | یادداشت |
| --------- | -------------------------- | ------------ | ------- |
| ۲۰۰۱      | آنجل                       | دیلان        |         |
| ۲۰۰۵      | هاوس                       | جف فورستر    |         |
| ۲۰۰۶      | فیلادلفیا همیشه آفتابی است | کارمند       |         |
| ۲۰۰۶      | سی‌اس‌آی: میامی              | جرمی فوردهام |         |
| ۲۰۰۶      | استخوان‌ها                  | ویل هاستینگز |         |
| ۲۰۰۹–۲۰۰۷ | مد من                      | کارلتن هنسن  |         |
| ۲۰۱۵      | هاوایی فایو-زیرو           | هنک وبر      |         |
| ۲۰۱۶–۲۰۱۵ | کسل                        | کیلب براون   |         |
| ۲۰۱۷      | بازمانده برگزیده           | دیوید شریدون |         |
| ۲۰۱۸      | فوتبالیست‌ها                | جری وایت     |         |
| ۲۰۲۱      | دکتر خوب                   | آنتون دنیس   |         |